# Свирщевский, Бронислав Станиславович
Бронислав Станиславович Свирщевский (1904—1954) — советский учёный, профессор, доктор технических наук (1946), академик ВАСХНИЛ (1948); специалист в области механизации сельского хозяйства, основоположник научной дисциплины «Эксплуатация машинно-тракторного парка».

## Биография
Родился 10 февраля 1904 года в Витебске.
В 1928 году окончил Ленинградский политехнический институт им. М. И. Калинина, после чего работал инженером в Зернотресте (1928—1933 годы). Одновременно, с 1930 года, был преподавателем Московского института механизации и электрификации сельского хозяйства. С 1935 года — заведующий кафедрой эксплуатации машинно-тракторного парка этого же вуза.
Бронислав Станиславович Свирщевский участвовал в создании организационно-технических правил производства тракторных работ, имевших существенное значение в деле механизации сельского хозяйства в колхозах и совхозах СССР.
Умер 20 апреля 1954 года в Москве. Похоронен на Новодевичьем кладбище (2 участок, 35 ряд) вместе с женой — Розалией Станиславовной Свирщевской (1905—1982) и сыновьями — Александром Свирщевским (1931—1988) и Евгением Свирщевским (1938—2018).

## Награды
- Сталинская премия 2 степени (1951);
- Два ордена Трудового Красного Знамени (1945, 1949);
- Медали.